# Земо-Кодисцкаро
Земо-Кодисцкаро (груз. ზემო კოდისწყარო) — село в Грузии, в муниципалитете Душети края Мцхета-Мтианети.

## География
Село расположено в центральной-западной части края, в 17 километрах по прямой к юго-западу от центра муниципалитета Душети. Высота центра — 870 метров над уровнем моря.

## Население
По данным переписи населения 2014 года, в селе проживал 51 человек.
| Год  | Население | Мужчины | Женщины |
| ---- | --------- | ------- | ------- |
| 2002 | 73        | 32      | 41      |
| 2014 | 51        | 13      | 18      |